# Morgomir
Morgomir is een personage in Midden-aarde. Morgomir komt alleen voor in het computerspel The Lord of the Rings: The Battle for Middle-earth II: The Rise of the Witch-king en is dus niet verzonnen door de schrijver van In de Ban van de Ring, J.R.R. Tolkien.
Morgomir is een van de negen Nazgûl. Hij ging samen met de Tovenaar-koning naar Angmar.
Een aantal Zwarte Numenoreanen en de trollen van het Noorden, de laatsten onder leiding van de trol Rogash, worden al gauw ingelijfd.
Een aantal mensen uit Rhuador onder leiding van Hwaldar sluiten zich later ook bij hen aan.
Morgomir werd de rechterhand en de militaire adviseur van de Tovenaar-koning en de leider van Carn Dûm.
Morgomir gebruikt oude oorlogstechnieken van de Numenoreanen die alleen in de oorlog tussen Arnor en Angmar werden gebruikt omdat hij er toen de macht nog voor had.
Nadat Angmar werd verslagen door Gondor, de Dúnedain en de Elfen, vlucht Morgomir met de Tovenaar-koning naar Mordor.
Morgomir was na Khamûl en de Tovenaar-koning het machtigst.
De Tovenaar-koning vindt echter dat Morgomir de tweede had moeten zijn.